# Xalet Doctor Vicens
El Xalet Doctor Vicens és una obra de Lleida (Segrià) inclosa a l'Inventari del Patrimoni Arquitectònic de Catalunya.

## Descripció
Habitatge unifamiliar aïllat de planta baixa i dos nivells. Cos rectangular amb porxo, de façana senzilla amb ràfec escultòric modulat. La balustrada de la terrassa qualifica l'espai exterior. Murs de càrrega, fabricació de maó arrebossat, carreus de pedra i estructura de fusta.